# Rad-net Rose Team/Saison 2015
Dieser Artikel listet Erfolge und Fahrer des Radsportteams Rad-net Rose in der Saison 2015 auf.

## Erfolge in der UCI Europe Tour
In den Rennen der Saison 2015 der UCI Europe Tour gelangen die nachstehenden Erfolge.
| Datum     | Rennen                                 | Kat. | Sieger           |
| --------- | -------------------------------------- | ---- | ---------------- |
| 7. Mai    | 2. Etappe Szlakiem Grodów Piastowskich | 2.2  | Pascal Ackermann |
| 29. Juli  | 1. Etappe Dookoła Mazowsza             | 2.2  | Kersten Thiele   |
| 1. August | 4. Etappe Dookoła Mazowsza             | 2.2  | Nils Schomber    |

## Erfolge bei Meisterschaften
Das Team gewann mit den Fahrern Joshua Stritzinger, Domenic Weinstein, Kersten Thiele, Theo Reinhardt, Nils Schomber und Marco Mathis die Deutsche Meisterschaft im 6er-Mannschaftszeitfahren.

## Abgänge – Zugänge
| Zugänge          | Team 2014            | Abgänge          | Team 2015      |
| ---------------- | -------------------- | ---------------- | -------------- |
| Michel Koch      | Cannondale           | Emanuel Buchmann | Bora-Argon 18  |
| Jonas Koch       | LKT Team Brandenburg | Moritz Schaffner | Team Stuttgart |
| Lucas Liß        | Team Stölting        |                  |                |
| Maximilian Beyer | Neoprofi             |                  |                |
| Jan Tschernoster | Neoprofi             |                  |                |

## Mannschaft
| Name               | Geburtstag         | Nationalität |              |
| ------------------ | ------------------ | ------------ | ------------ |
| Pascal Ackermann   | 17. Januar 1994    | Deutschland  |              |
| Lukas Baum         | 28. Februar 1995   | Deutschland  |              |
| Maximilian Beyer   | 28. Dezember 1993  | Deutschland  |              |
| Henning Bommel     | 23. Februar 1983   | Deutschland  |              |
| Fabian Brintrup    | 17. April 1995     | Deutschland  |              |
| Felix Intra        | 1. Februar 1995    | Deutschland  |              |
| Jonas Koch         | 25. Juni 1993      | Deutschland  |              |
| Michel Koch        | 15. Oktober 1991   | Deutschland  |              |
| Lucas Liß          | 12. Januar 1992    | Deutschland  |              |
| Marco Mathis       | 7. April 1994      | Deutschland  |              |
| Theo Reinhardt     | 17. September 1990 | Deutschland  |              |
| Nils Schomber      | 15. März 1994      | Deutschland  |              |
| Joshua Stritzinger | 6. Dezember 1995   | Deutschland  |              |
| Kersten Thiele     | 29. September 1992 | Deutschland  |              |
| Jan Tschernoster   | 31. August 1996    | Deutschland  |              |
| Mario Vogt         | 17. Januar 1992    | Deutschland  |              |
| Domenic Weinstein  | 27. August 1994    | Deutschland  |              |
| Stagiaires         | Stagiaires         | Nationalität | Nationalität |
| Louis Leinau       | Louis Leinau       | Deutschland  |              |